# Phanis armicollis
Phanis armicollis är en skalbaggsart som beskrevs av Leon Fairmaire 1893. Phanis armicollis ingår i släktet Phanis och familjen långhorningar. Inga underarter finns listade i Catalogue of Life.